# 36th–38th Street Yard
El 36th–38th Street Yard es un patio de maniobras del metro de la ciudad de Nueva York.
A diferencia de los otros patios de maniobras del sistema del metro de la ciudad de Nueva York, el de las calles 36 y 38 no es usado para los almacenajes de rieles, ferrocarriles o el mantenimiento de ternes. Su principal función es para el almacenamiento de diésel y electricidad para el mantenimiento de vías y otros servicios de material rodante. El patio de almacenaje de la Calle 36 fue una vez el centro del ferrocarril de South Brooklyn, en la cual se extendía desde la terminal Bush, hasta el patio de almacenaje de la Calle 39, después bajo la Avenida Gravesand y dentro de la playa de almacenaja de Coney Island. Actualmente una de las principales funciones del patio es de la transferencia de basura de los trenes a los camiones recolectores de basura por medio de una plataforma dentro de la playa justo al sur de la Calle 37.